# سوردلوفسکویه
سوردلوفسکویه (به لاتین: Sverdlovskoye) یک منطقهٔ مسکونی در روسیه است که در سرزمین آلتای واقع شده‌است.